# 三角锥形分子构型
化学中，三角锥形分子构型描述了一個分子中，一個原子在三角錐的頂點處，另外三個原子形成三角錐的構形，位在頂點的原子和其他三個原子鍵結，若這三個原子為相同的原子，此分子屬於屬於C3v的對稱群，鍵角約為107°。
三角锥形分子构型的分子及離子包括磷属化氢（XH3）、三氧化氙（XeO3）、氯酸根離子（ ClO3−）及亞硫酸根離子（SO32−）。在有機化學中，三角锥形构型的分子有時會用sp3混成來描述，价层电子对互斥理论中會將此構型歸類為AX3E，中心原子有一對孤對電子，另外再和三個原子鍵結。

## 氨的三角锥形分子构型
氨分子中的氮原子有五個價電子，和三個氫原子結合以形成八隅體，形成一三角锥的構形。因為三個氫原子被孤對電子排斥，其鍵角會略小於cos−1(−⅓) ≈ 109.5°。像三氟化硼的硼原子因為沒有孤對電子，因此呈平面三角形分子构型。
氨的三角锥形分子构型會有快速的氮反转的畸變，其中一個過渡態為平面三角形分子構型。

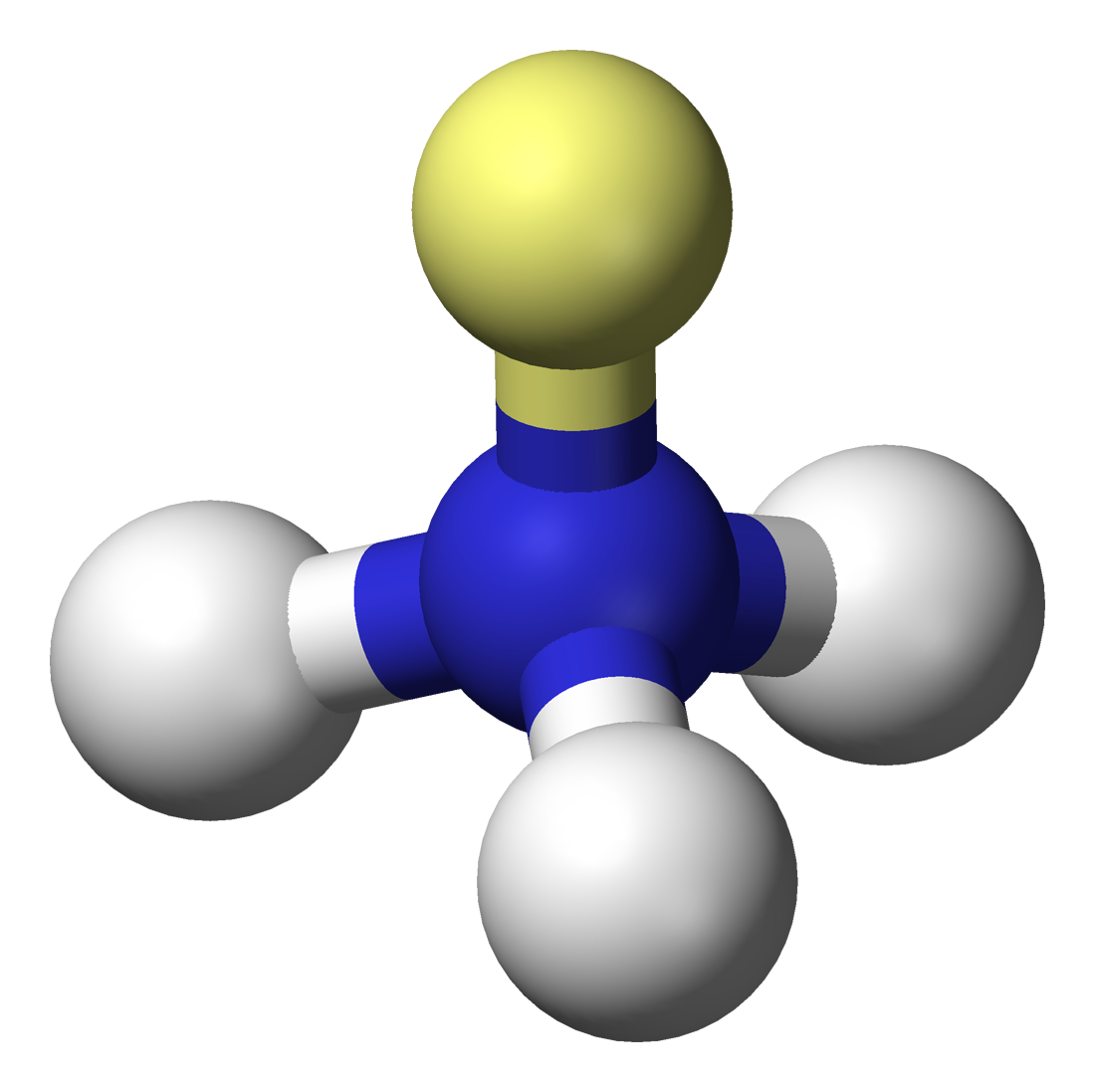
氨的電子對排列是呈四面體排列，其中孤對電子為黃色，氫原子為白色
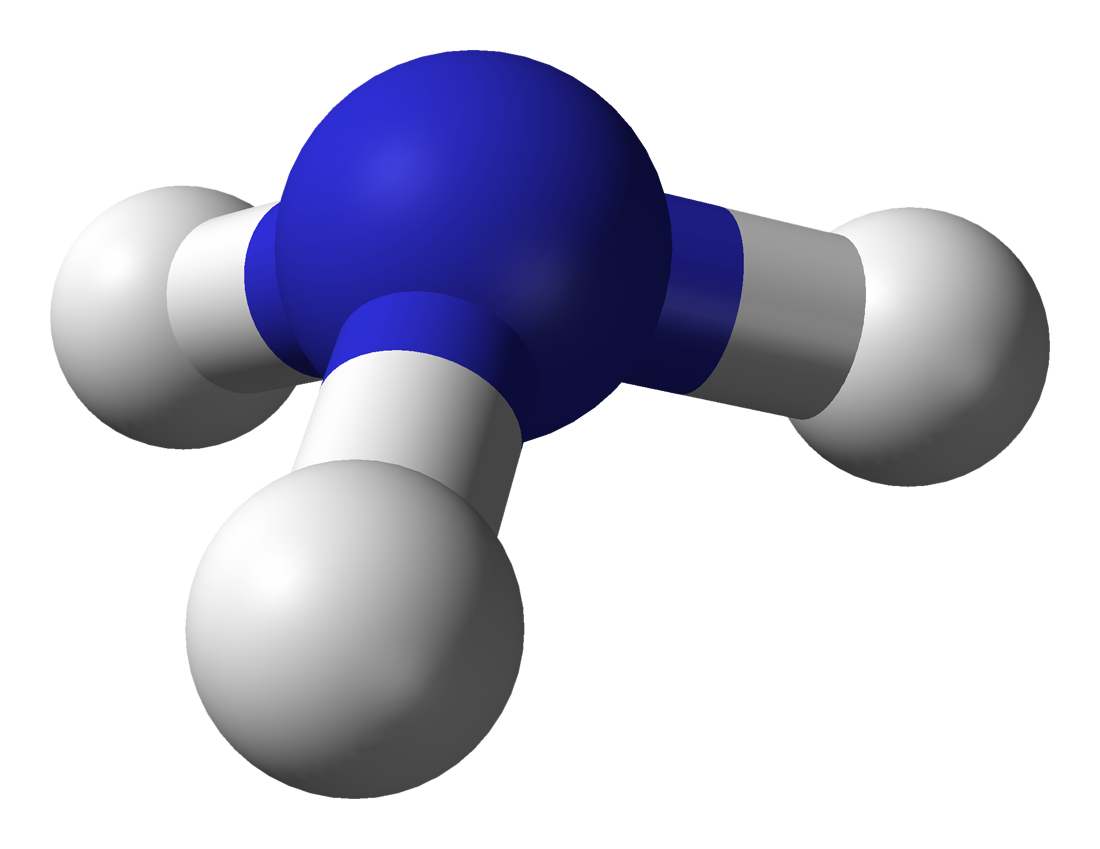
若不考慮孤對電子時，氨的分子构型即為一三角锥
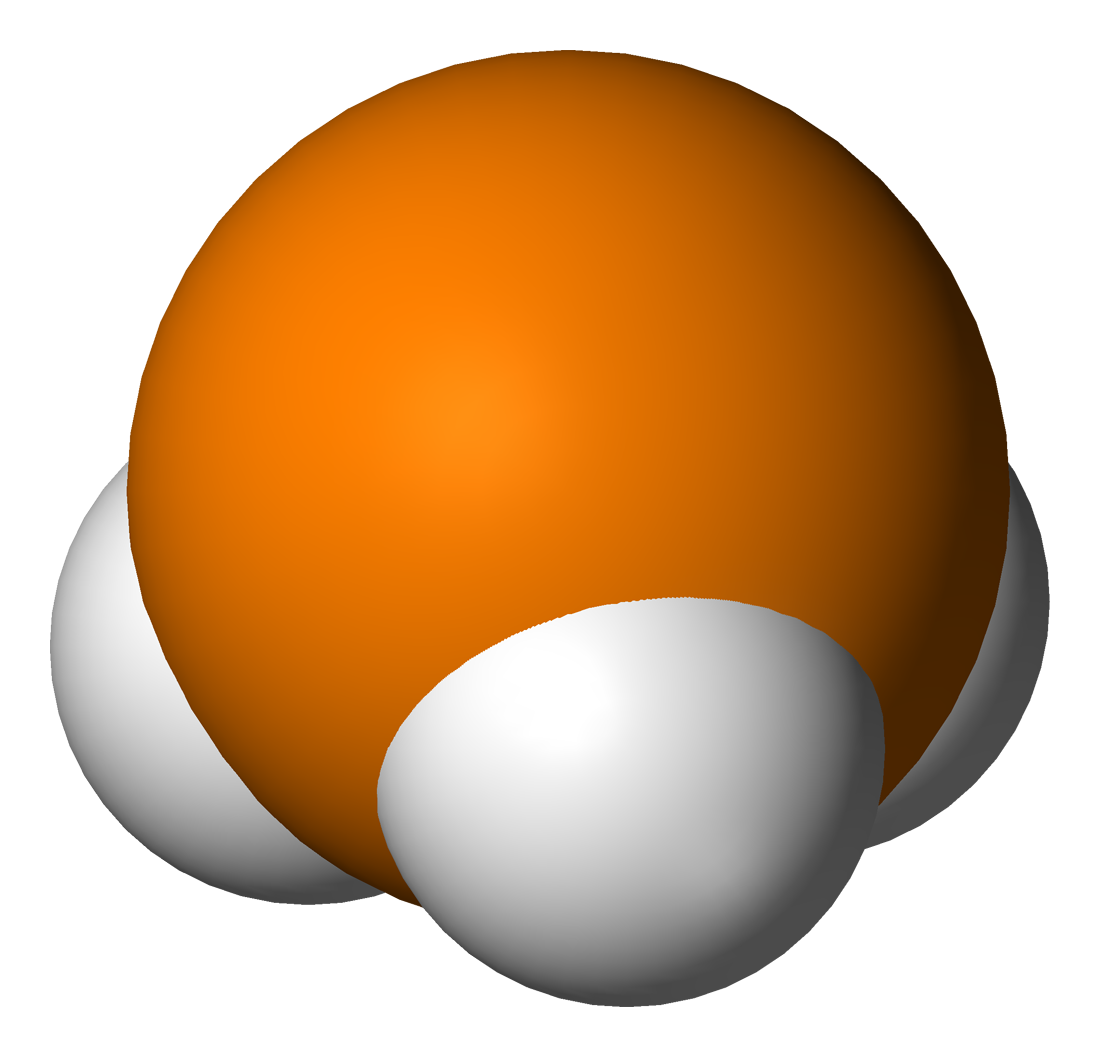
磷化氢的分子构型為三角锥形